# Pyrausta diatoma
Pyrausta diatoma là một loài bướm đêm trong họ Crambidae.